# Deux Nigauds toréadors
Pour plus de détails, voir Fiche technique et Distribution.
Deux Nigauds toréadors (titre original : Mexican Hayride) est une comédie américaine, en noir et blanc, réalisée par Charles Barton et sortie en 1948. Ce film met en scène le duo comique Abbott et Costello et fait partie de la série Deux Nigauds. C'est une adaptation de la comédie musicale de Broadway, Mexican Hayride (en), écrite par Herbert et Dorothy Fields, sur une musique de Cole Porter.

## Synopsis
Deux petits escrocs, Joe Bascomb et Harry Lambert, sont obligés de fuir les États-Unis pour le Mexique afin d'échapper à la police. Là-bas, ils retrouvent Mary, ancienne amie de leur enfance et qui aussi un temps fut la petite amie de Joe, qui est maintenant torera…

## Fiche technique
- Titre : Deux Nigauds toréadors
- Titre original : Mexican Hayride
- Réalisation : Charles Barton
- Scénario : John Grant, Oscar Brodney, Monte Brice et Sidney Fields (en) (non crédités), d'après la comédie musicale Mexican Hayride (en), écrite par Herbert et Dorothy Fields
- Musique : Walter Scharf
- Directeur de la photographie : Charles Van Enger
- Montage : Frank Gross
- Direction artistique : John DeCuir, Bernard Herzbrun
- Décors : John P. Austin (en), Russell A. Gausman
- Costumes : Yvonne Wood
- Chorégraphie : Eugene Loring
- Production : Robert Arthur (en), Universal Pictures
- Pays d'origine :  États-Unis
- Genre : Comédie
- Durée : 77 minutes
- Dates de sortie :
  - États-Unis : 27 décembre 1948
  - Australie : 30 juin 1949
  - France : 20 septembre 1950

## Distribution
- Bud Abbott : Harry Lambert
- Lou Costello : Joe Bascombe / Humphrey Fish
- Virginia Grey : Mary / Montana la torera
- John Hubbard : ambassadeur David Winthrop
- Pedro de Cordoba : Señor Martinez
- Fritz Feld : professeur Ganzmeyer
- Tom Powers : Ed Mason
- Frank Fenton : Gus Adamson
- Chris-Pin Martin : leader des mariachis
- Sidney Fields (en) : reporter
- Bobby Barber (en) : apparition (non crédité)
- Argentina Brunetti : une indienne (non créditée)

## Récompenses et distinctions

### Nominations
- Saturn Award 2005 :
  - Saturn Award de la meilleure collection DVD (au sein du coffret The Best of Abbott and Costello, vol. 1-3)